# Juliette Khalil

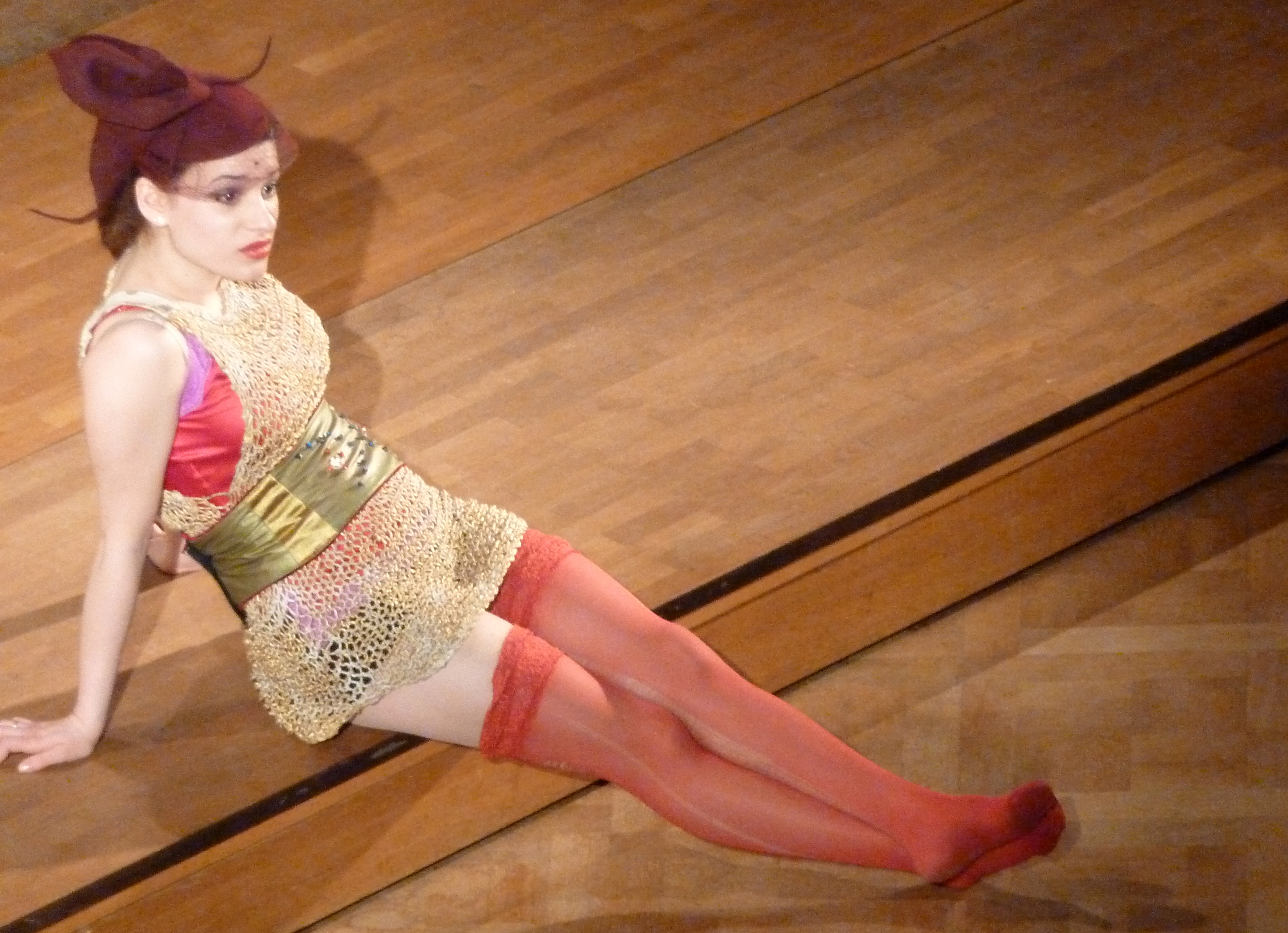
Juliette Khalil in Le Carnaval des Revues von Jacques Offenbach (2013)

Juliette Khalil (* um 1991 in Wien) ist eine österreichische Sängerin (Sopran). Seit 2015 ist sie an der Volksoper Wien engagiert.

## Leben

### Ausbildung
Juliette Khalil hat libanesische Wurzeln und wurde als Tochter eines Bauingenieurs in Wien geboren, ihre Mutter ist Coach für Migranten im Magistrat. Von 2001 bis 2007 war sie Mitglied im Kinderchor der Wiener Staatsoper, wo sie ihre stimmliche Grundausbildung erhielt. An der Wiener Kammeroper gab sie 2004 den Cupid in Venus and Adonis von John Blow. Ab 2011 studierte sie an der damaligen Konservatorium Wien Privatuniversität Sologesang, zwei Jahre später wechselte sie in den Studiengang Musikalisches Unterhaltungstheater. Beim Walter-Jurmann-Gesangswettbewerb gewann sie 2014 den Ersten Preis.
In Bad Ems stand sie am Kurtheater unter anderem in Hänsel und Gretel als Gretel auf der Bühne. 2015 wirkte sie beim Operettensommer Kufstein als Klärchen im Singspiel Im weißen Rößl von Ralph Benatzky mit.

### Volksoper Wien
Mit Beginn der Spielsaison 2015/16 wurde sie an die Volksoper Wien engagiert, wo sie als Klärchen im Singspiel Im weißen Rössl debütierte und seitdem unter anderem als Papagena in Die Zauberflöte, als Dorothy in Der Zauberer von Oz, als Ida und Adele in Die Fledermaus, als Barbarina in Die Hochzeit des Figaro, als Stasi in Die Csárdásfürstin, als Maria in The Sound of Music, als Jessie Leyland in Axel an der Himmelstür, als Chava in Anatevka und als Lois Lane/Bianca in Kiss Me, Kate auf der Bühne stand.
In der österreichischen Erstaufführung des Musicals Brigadoon war sie als Jean MacLaren zu erleben. Im November 2017 feierte sie mit der österreichische Erstaufführung der Oper Pinocchio von Pierangelo Valtinoni Premiere, in der sie Titelrolle übernahm. In der Operette Die Dubarry von Carl Millöcker, der auf ORF III übertragenen Eröffnungspremiere von Intendantin Lotte de Beer, gab sie im September 2022 neben Annette Dasch als Dubarry und Harald Schmidt als König Ludwig XV. die Margot. Anfang 2023 war sie in Jaques Offenbachs Operette Orpheus in der Unterwelt als Cupido zu sehen.

### Sonstiges
2021 erschien ihr Video zum Song Love is the Answer von Pete Bose. Im Februar 2022 stand sie mit Seiler und Speer und dem Max Steiner Orchester unter der Leitung von Christian Kolonovits für das Projekt Red Bull Symphonic Seiler & Speer am Wiener Konzerthaus auf der Bühne. Das Konzert wurde auf ServusTV übertragen, eine Aufnahme erschien bei Preiser Records.
In der Teatro-Uraufführung des Musicals Anne Frank übernahm sie im Jänner 2023 die Titelrolle. Im Rahmen des Großen Preises von Österreich 2023 sang sie gemeinsam mit Christopher Seiler die von Christian Kolonovits komponierte Hymne. Im Juli 2023 debütierte sie gemeinsam mit Jakob Semotan als Buffopärchen Mi und Gustl in Das Land des Lächelns von Franz Lehár bei der Operette Langenlois auf Schloss Haindorf unter der Intendanz von Christoph Wagner-Trenkwitz.

## Repertoire (Auswahl)
- Ralph Benatzky: Axel an der Himmelstür, Jessie Leyland
- Ralph Benatzky: Im weißen Rößl, Klärchen
- John Blow: Venus and Adonis, Cupid
- Emmerich Kálmán: Die Csárdásfürstin, Stasi
- Frederick Loewe: Brigadoon, Jean MacLaren
- Frederick Loewe: My Fair Lady, Eliza Doolittle
- Carl Millöcker: Die Dubarry, Margot
- Wolfgang Amadeus Mozart: Die Hochzeit des Figaro, Barbarina
- Wolfgang Amadeus Mozart: Die Zauberflöte, Papagena
- Jacques Offenbach: Orpheus in der Unterwelt, Cupido
- Johann Strauss (Sohn): Die Fledermaus, Ida, Adele
- Pierangelo Valtinoni: Pinocchio, Pinocchio
- Cole Porter, Kiss Me, Kate, Lois Lane / Bianca
- Jerry Bock: Anatevka, Chava

## Diskografie (Auswahl)
- 2021: Love is the Answer, Pete Bose, Bose & Edelweiss Records
- 2022: Red Bull Symphonic mit Seiler und Speer und dem Max Steiner Orchester unter Christian Kolonovits, Preiser Records